# Szilícium-völgy

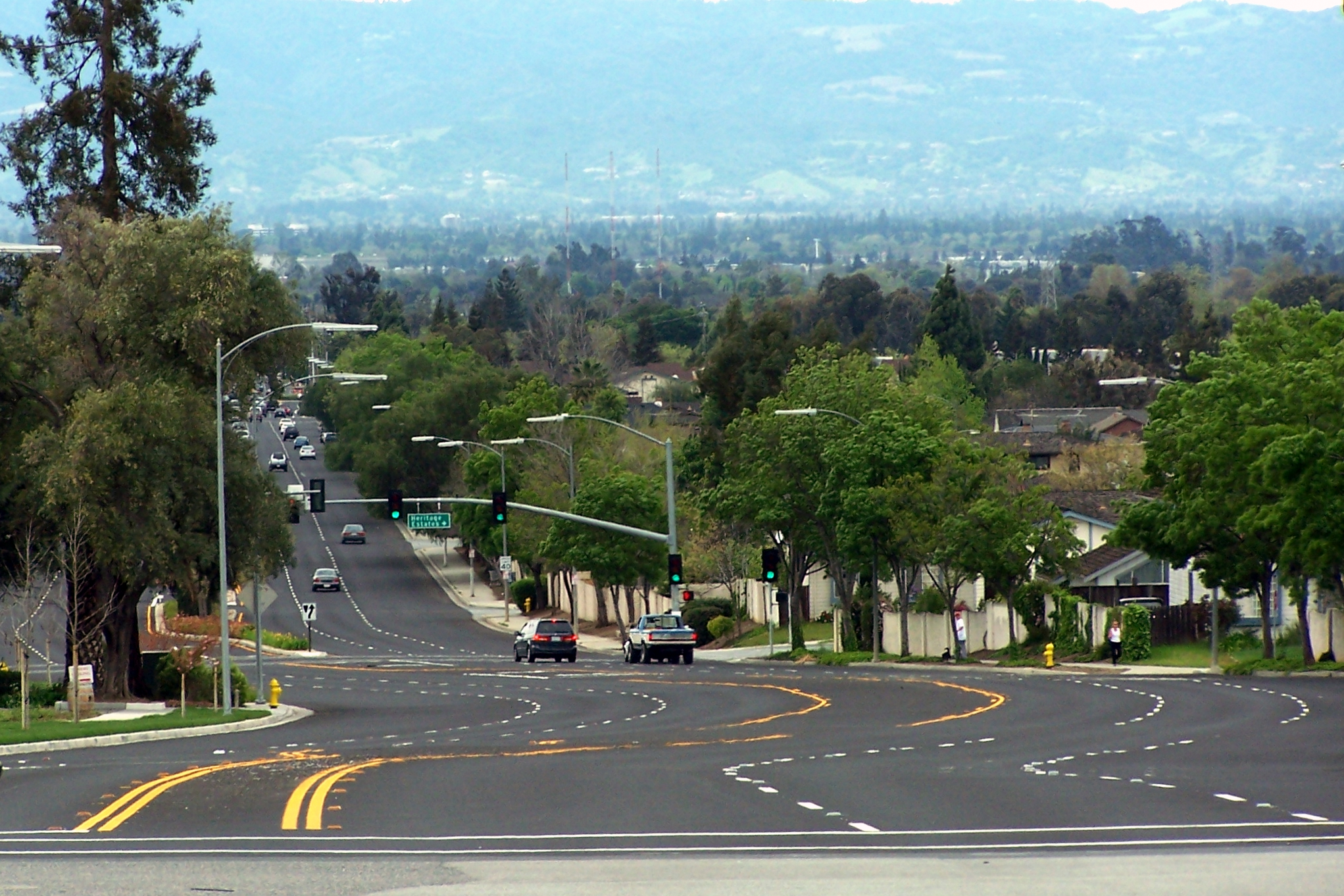
Szilícium-völgy

A Szilícium-völgy (angolul Silicon Valley) az Amerikai Egyesült Államokban, Kalifornia államban, a San Francisco-öböl déli részén található. Központja San José. A terület a nevét a helyben gyártott szilíciumalapú chipekről kapta, amelyeket meglehetősen nagy számban gyártottak és gyártanak ma is. Manapság, mint kifejezést, az információtechnológiai (IT) szektor szinonimájaként is használják.

## A név eredete
A kifejezés a Közép-Kalifornia egyik befektetőjétől, Ralph Vaerstől ered. Nyomtatásban először Vaers egyik barátja, Don Hoefler használta az Electronic News című gazdasági hetilapban. Az 1970-es évektől használatos szófordulat.

## Forradalmi terület az információs technológiában
A Szilícium-völgy jelentőségét adja, hogy olyan dolgok feltalálásának és csúcstechnológiájúvá fejlesztésének volt a helyszíne, mint az integrált áramkör, a mikroprocesszor, a személyi számítógép. Ezek évtizedekre meghatározták az ipar és a mindennapi élet fejlődésének irányvonalát. Az iparágban érdekelt cégek tömeges jelenlétének köszönhetően a területen nagy számú, magasan képzett mérnök, tudós és gazdasági szakember él. A Szilícium-völgyben található a Stanford Egyetem is.

## Gazdaság
Az AeA egy 2008-as tanulmánya szerint a Szilícium-völgy az Amerikai Egyesült Államok harmadik legnagyobb információs technológiai központja, New York és Washington után, mintegy 225 300 munkahellyel. Ez azt jelenti, hogy a térségben 1000 dolgozóra 285,9 „szilícium-munkás” jut. Eközben a völgyet is magába foglaló San Francisco-öböl mintegy 386 000 a szektorban dolgozót tart el.

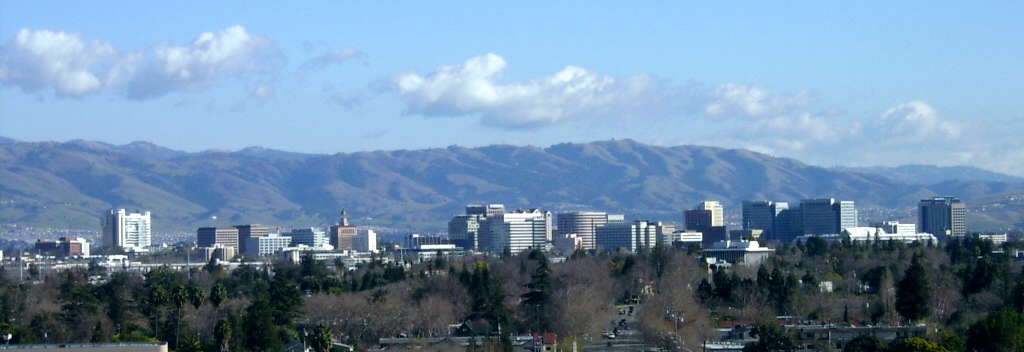
San José

## Jelentős cégek

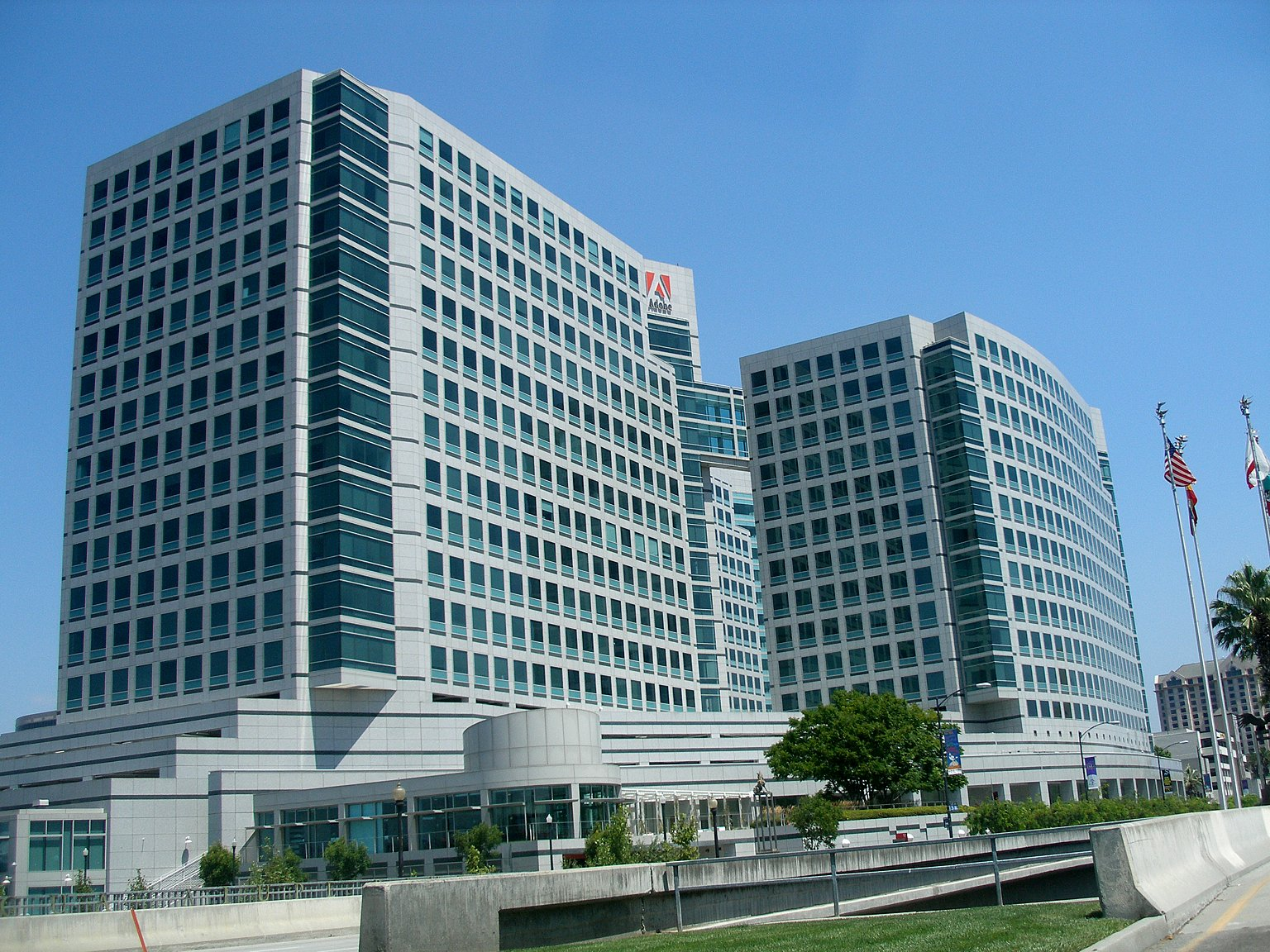
Adobe Systems

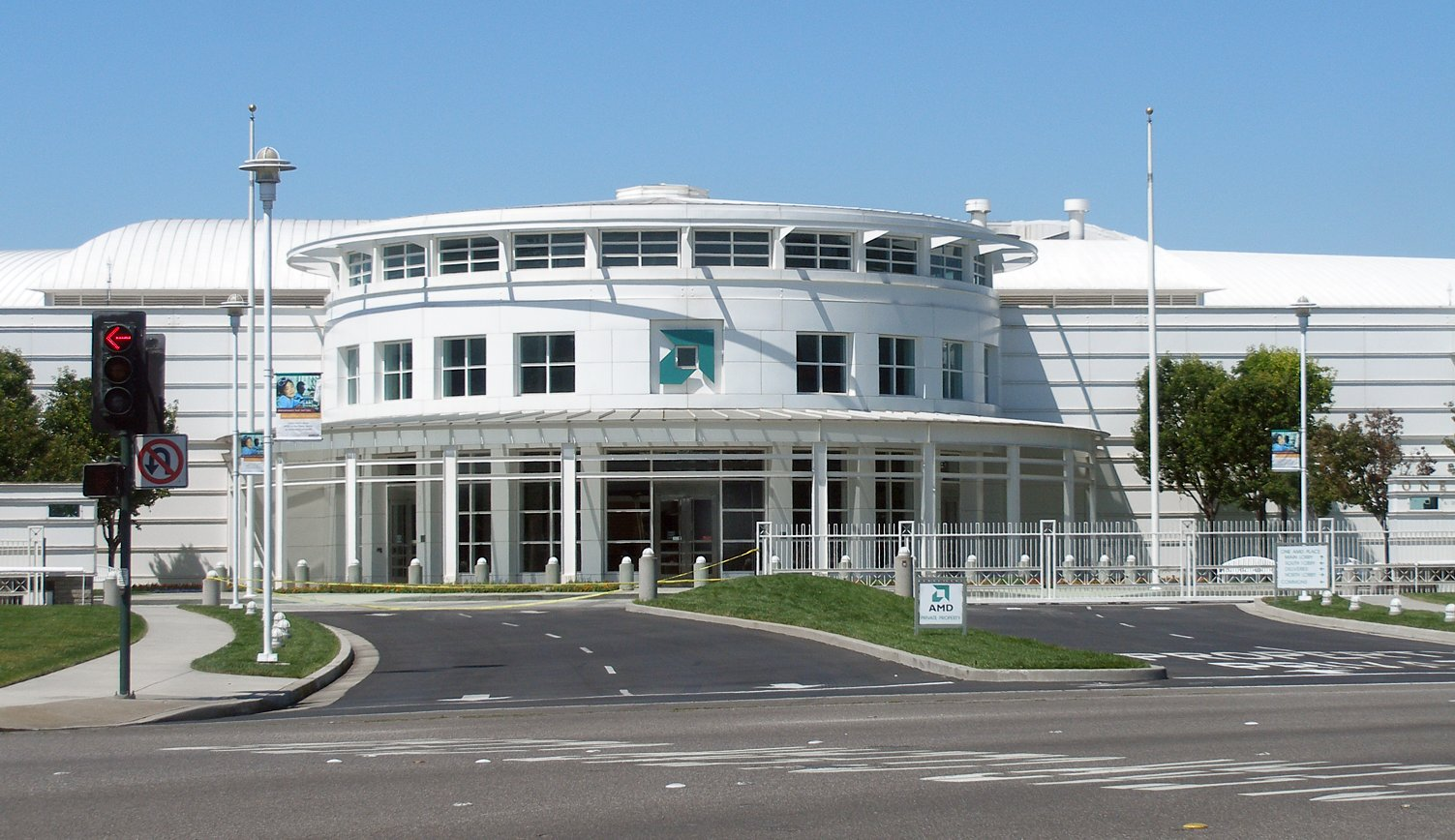
Advanced Micro Devices (AMD)

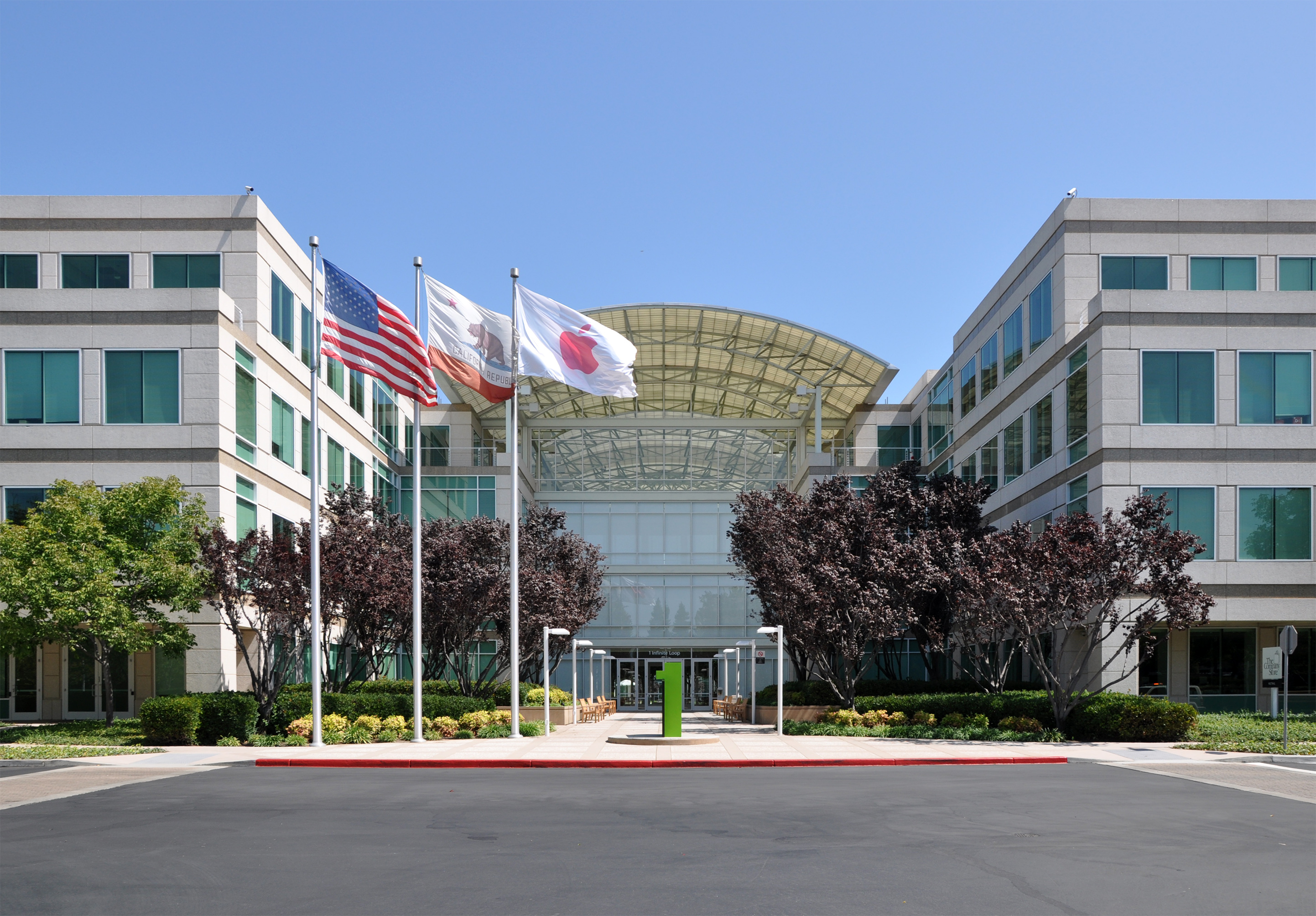
Apple Inc.

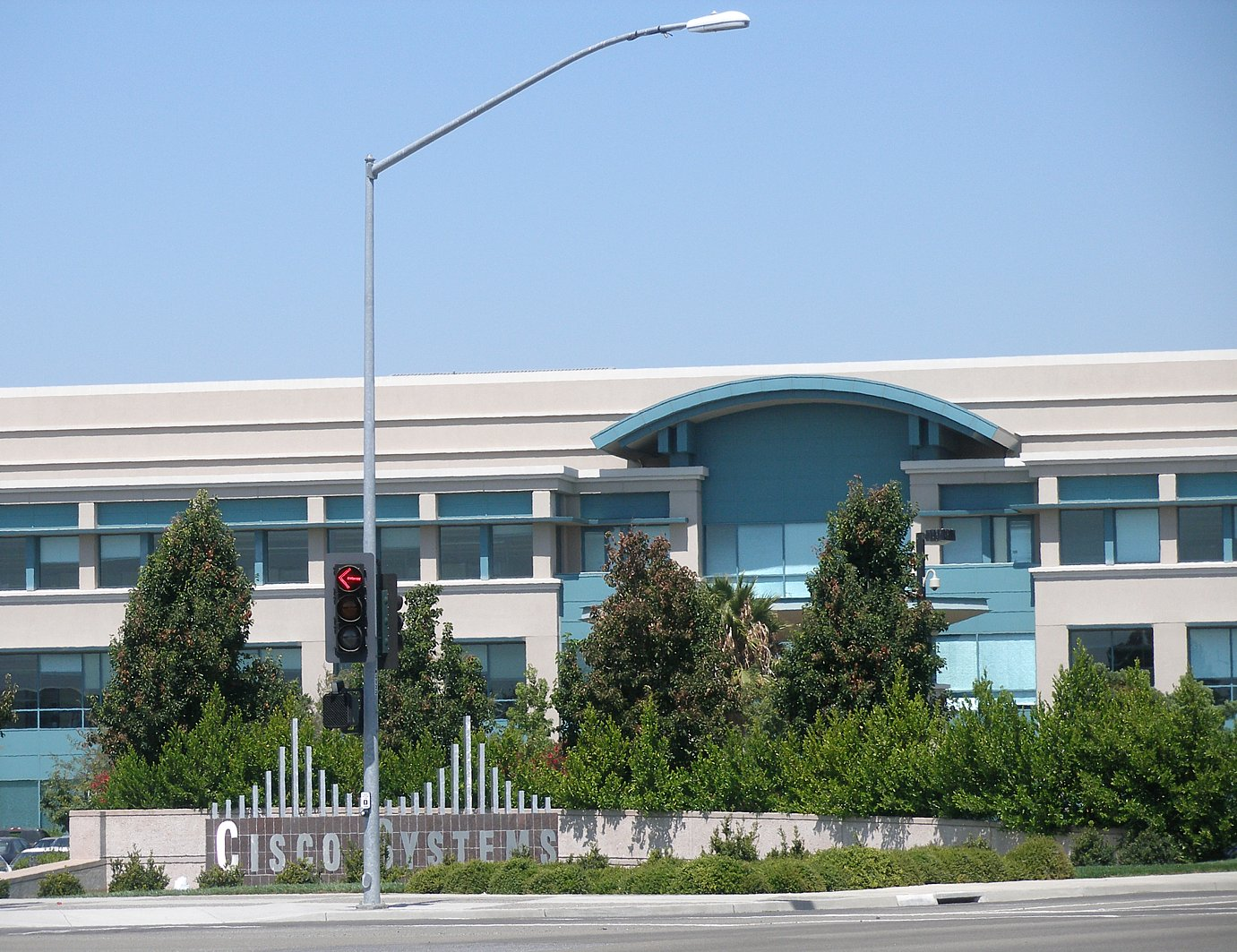
Cisco Systems

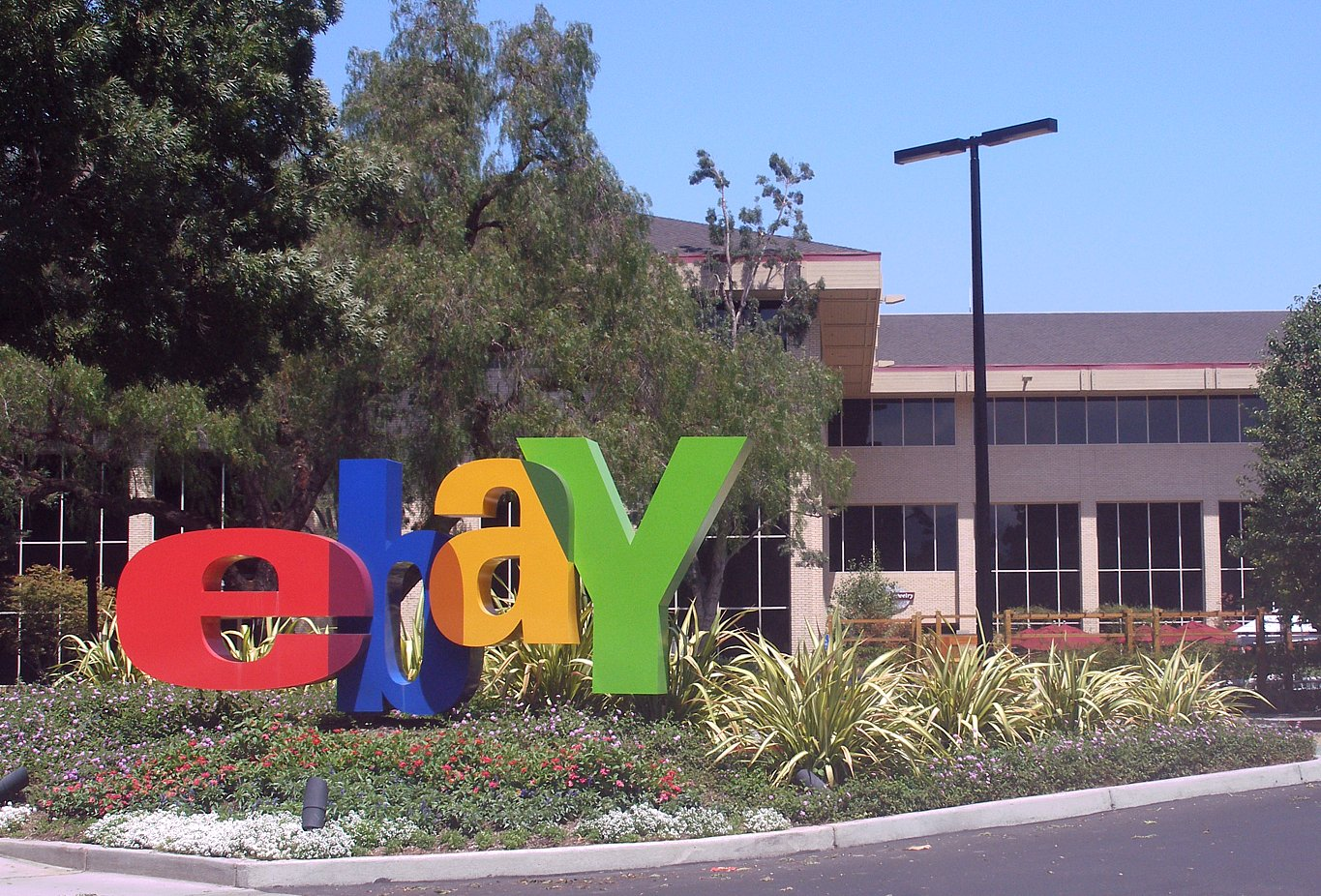
eBay

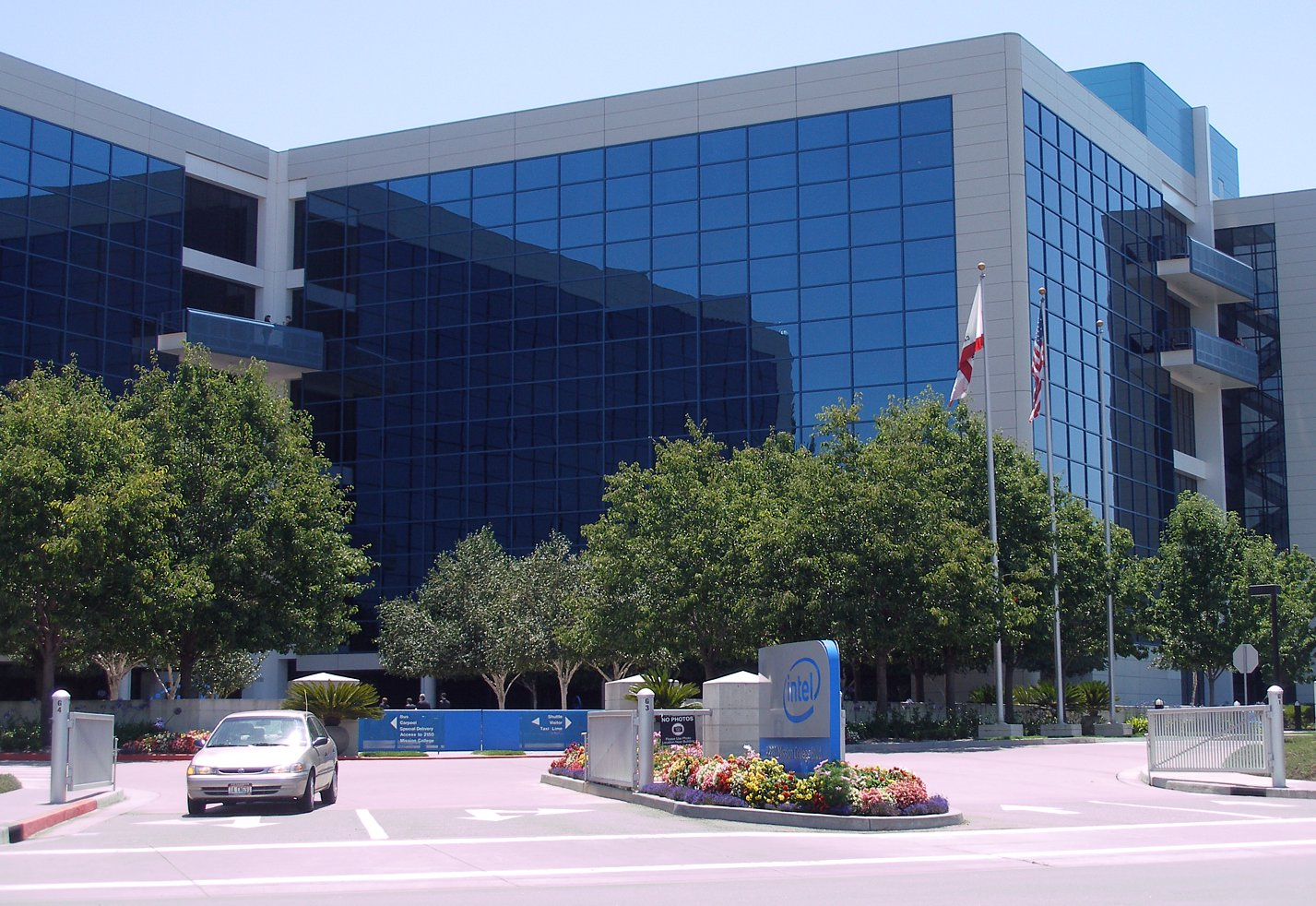
Intel

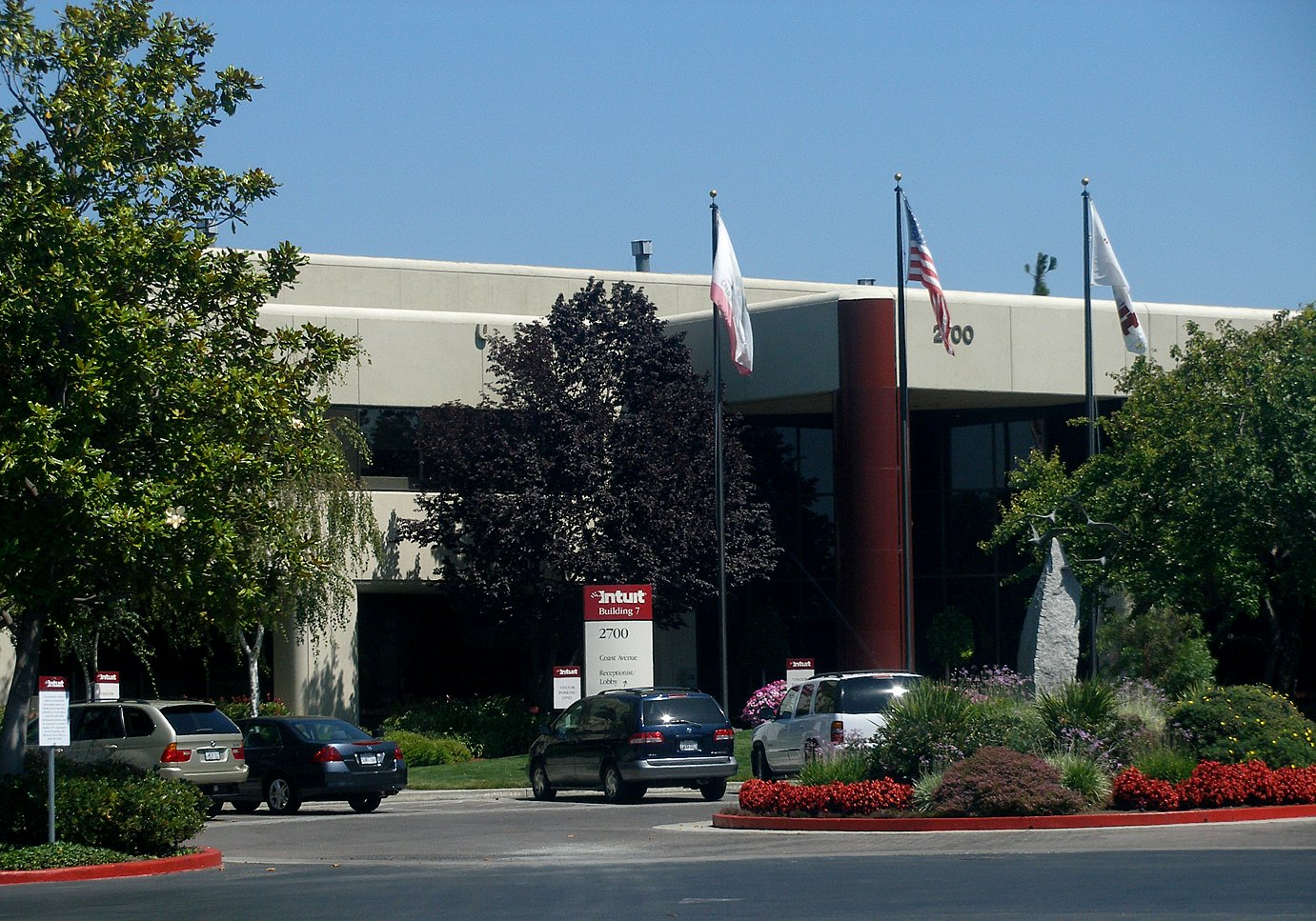
Intuit

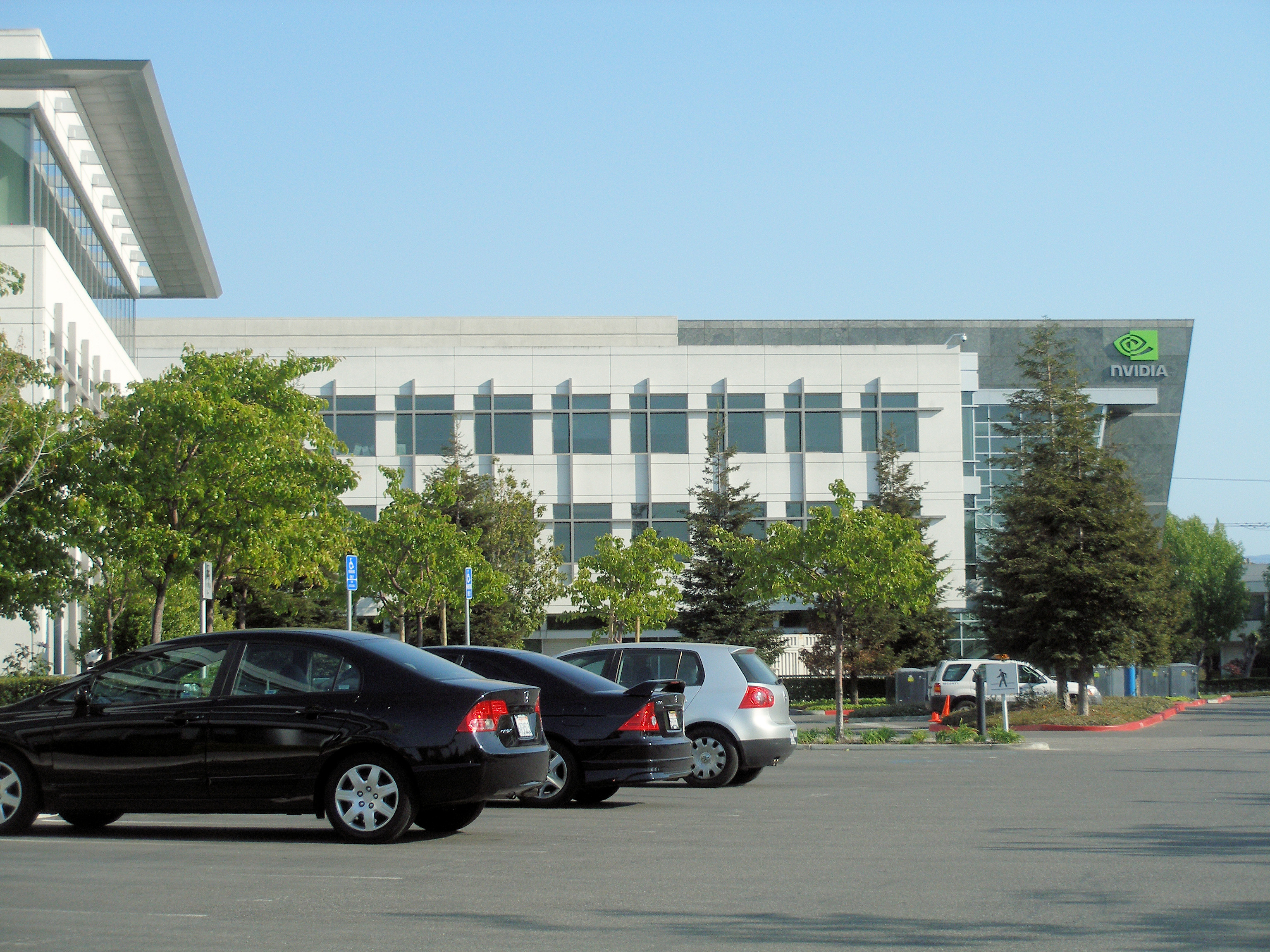
nVidia

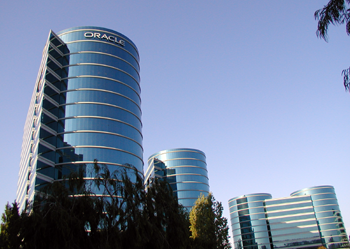
Oracle

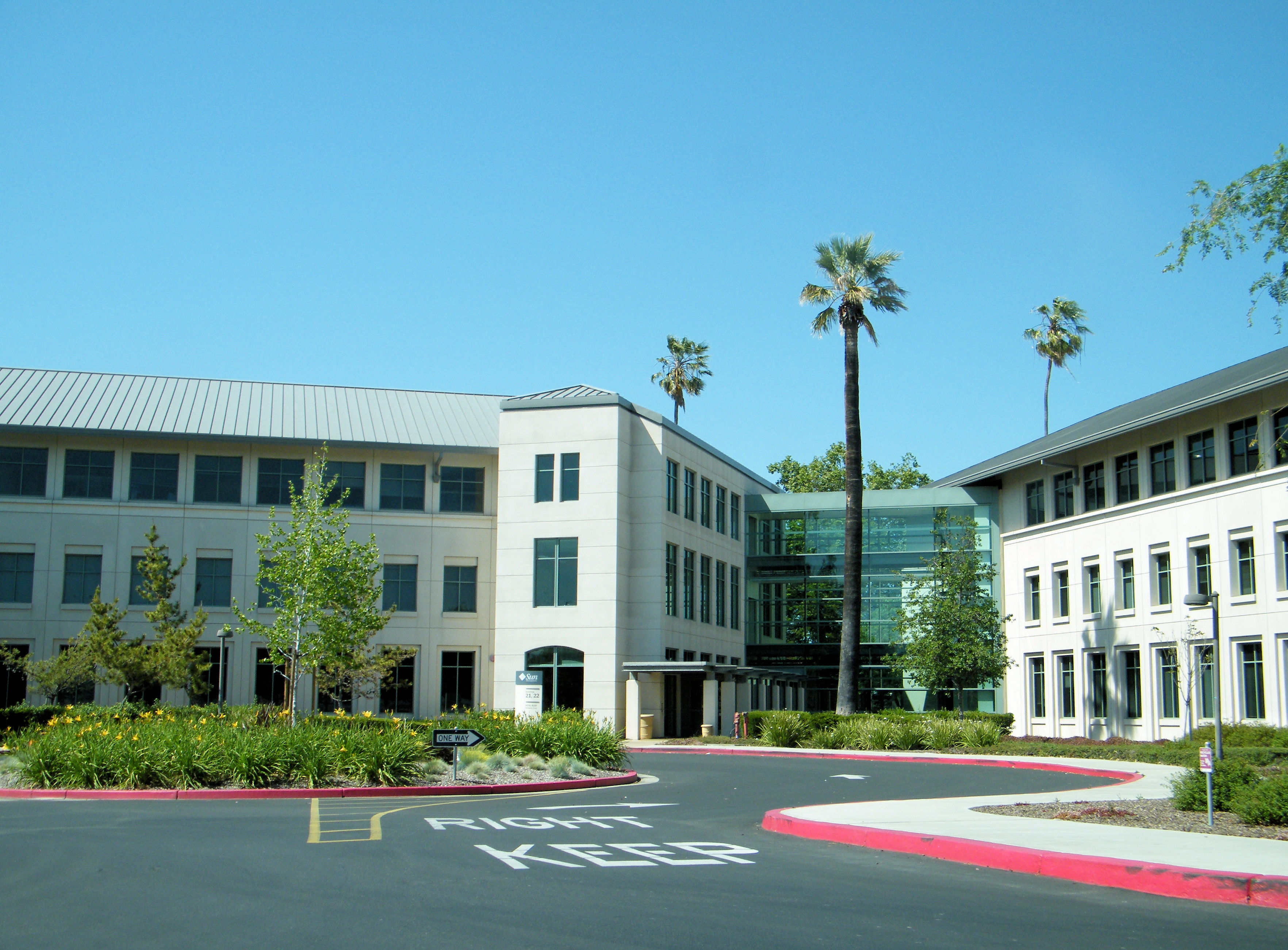
Sun Microsystems

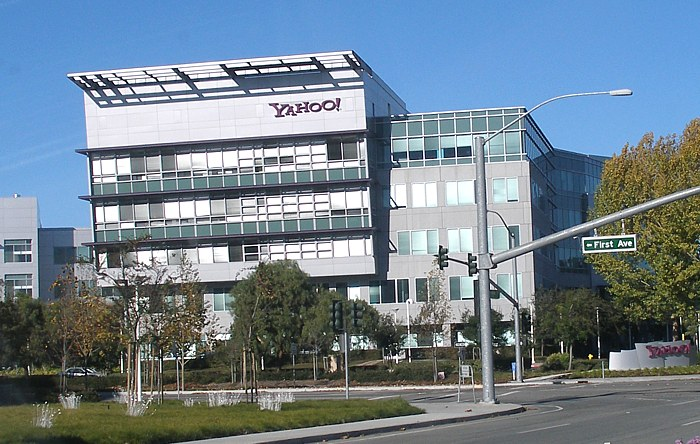
Yahoo!

A Fortune 1000-es listájáról számtalan cég található a völgyben, a leghíresebbek:
- Adobe Systems
- Advanced Micro Devices
- Agilent Technologies
- Apple Inc.
- Applied Materials
- Cisco Systems
- eBay
- Facebook
- Google
- Hewlett-Packard
- Intel
- Issuu
- Intuit
- Juniper Networks
- KLA Tencor
- LSI Logic
- Marvell Semiconductors
- Maxim Integrated Products
- National Semiconductor
- NetApp
- Nvidia
- Oracle Corporation
- Prezi
- Salesforce.com
- SanDisk
- Sanmina-SCI
- Symantec
- Western Digital
- Yahoo!

## Félrefordítások
Magyarul gyakran – és hibásan – Szilikon-völgyként emlegetik a térséget. Ennek oka, hogy a szilícium angol neve silicon, míg a magyarul szilikonnak nevezett anyagot angolul silicone-nak nevezik.